# 블랙베리 월드
블랙베리 월드(BlackBerry World, 이전 이름: 블랙베리 앱 월드/BlackBerry App World)는 주요 블랙베리 장치들을 대상으로 한 블랙베리(이전에는 리서치 인 모션)의 응용 프로그램 배급 서비스이자 응용 프로그램이다. 이 서비스는 블랙베리 사용자들에게 제3사 응용 프로그램을 탐색, 다운로드, 업데이트하는 환경을 제공한다. 이 서비스는 2009년 4월 1일 개시했다.
2013년 1월 21일 블랙베리는 블랙베리 10 운영 체제의 일부로서 브랜드 이름을 블랙베리 앱 월드(BlackBerry App World)라는 이름을 더 단순한 "블랙베리 월드"(BlackBerry World)로 개정한다고 발표하였다.

## 스토리지
응용 프로그램들은 일부 블랙베리 스마트폰 모델의 마이크로SD나 eMMC 스토리지에 아카이브로 저장된다.
아카이브 기능은 앱 월드 3.0부터 제거된 상태이다.

## 마일스톤
| 날짜            | 일일 다운로드 | 현재까지 다운로드 | 사용 가능한 앱 |
| --------------- | ------------- | ----------------- | -------------- |
| 2010년 7월 30일 | 1,000,000     |                   | 10438          |
| 2010년 9월 27일 | 1,500,000     |                   |                |
| 2011년 2월 14일 | 2,000,000     |                   | 26179          |
| 2011년 3월 22일 | 3,000,000     |                   |                |
| 2011년 7월 12일 | 3,000,000     | 1,000,000,000     | 36781          |
| 2012년 2월 7일  | 6,000,000     | 2,000,000,000     | 67310          |
| 2012년 7월 8일  | 6,000,000+    | 3,000,000,000     | 77501          |
| 2013년 3월 31일 | 6,000,000+    | 4,000,000,000     | 135,000        |
| 2014년 4월 23일 |               |                   | 234,500        |